# نيك ونايت
نيك ونايت (28 نوفمبر 1969 في المملكة المتحدة - ) (بالإنجليزية: Nick Knight)‏ هو لاعب كريكت بريطاني. شارك مع منتخب إنجلترا للكريكت.

## وصلات خارجية
- نيك ونايت على موقع إي آس بي آن كريك إنفو (الإنجليزية)